# Saint-Nazaire-de-Ladarez
Saint-Nazaire-de-Ladarez település Franciaországban, Hérault megyében. Lakosainak száma 321 fő (2022. január 1.). Saint-Nazaire-de-Ladarez Les Aires, Cabrerolles, Causses-et-Veyran, Murviel-lès-Béziers, Roquebrun és Vieussan községekkel határos.

## Népesség
A település népessége az elmúlt években az alábbi módon változott:
| Lakosok száma | 465  | 345  | 361  | 367  | 354  | 362  | 354  | 325  | 322  | 321  |
|               | 1968 | 1982 | 1990 | 2006 | 2013 | 2015 | 2017 | 2019 | 2020 | 2022 |